# 나이지리아-파키스탄 관계
나이지리아-파키스탄 관계는 나이지리아와 파키스탄 간의 양자 관계를 말한다. 파키스탄은 아부자에 상급판무관부를 두고 있으며, 나이지리아 또한 이슬라마바드에 상급판무관부를, 카라치에는 총영사관을 운영하고 있다. 파키스탄 정부는 라고스에 무역대표부를 개설할 계획이며, 나이지리아 정부 또한 카라치에 자국 무역대표부를 개설할 것으로 예상된다. 양국은 긴밀한 관계를 유지해왔으며, 나이지리아 국방부 장관은 양국 관계를 "우호적"이며 "가족 간의 유대와 같다"고 묘사한 바 있다.
양국은 모두 영연방 소속의 공화국이며, 이슬람 협력 기구 회원국이기도 하다.

## 역사
파키스탄과 나이지리아 간의 관계는 우호적이고, 원만하며, 견고한 것으로 평가된다. 2009년 1월, 당시 나이지리아 국방부 장관이었던 시티마 무사는 "나이지리아와 파키스탄은 계속해서 긴밀한 관계를 유지할 것"이라고 밝히며, 양국이 군사 훈련 및 기술 이전 분야를 중심으로 보다 밀접한 군사 협력을 추진하기로 선언했다고 전했다.
나이지리아와 파키스탄은 모두 이슬람 협력 기구와 영연방의 회원국이다.

## 외교 관계
파키스탄은 아부자에 상급판무관부를 두고 있으며, 나이지리아는 이슬라마바드에 상급판무관부와 카라치에 총영사관을 운영하고 있다. 양국은 긴밀한 관계를 유지해왔으며, 이 관계는 나이지리아 국방부 장관에 의해 "우호적이며 가족 간의 유대와 같다"고 묘사된 바 있다.

## 협력
나이지리아와 파키스탄은 다수의 양자 협정을 체결하고 있다. 그중 가장 중요한 협약으로는 특히 마약 운송과 관련한 법 집행 협력이 있다. 양국 대통령은 2004년 9월, 유엔 총회 회기 전에 뉴욕 유엔 본부에서 회동한 바 있다.
그러나 양국이 가장 적극적으로 관계를 발전시키고자 하는 분야는 국방 부문이다. 실제로 2009년 1월, 나이지리아 국방부 장관은 파키스탄 상급판무관의 방문 후 양국 관계를 더욱 발전시키겠다고 다짐하였다.

## 경제 관계
2010년 나이지리아와 파키스탄 간의 양자 무역 규모는 5,600만 달러에 달했다. 파키스탄은 나이지리아에 3,700만 달러 상당의 상품을 수출한 반면, 나이지리아로부터는 1,900만 달러 상당의 상품을 수입하였다. 파키스탄의 주요 수출 품목은 섬유 의류, 가전제품, 수술 장비, 쌀 등이 포함된다.
양국은 무역 대표단의 방문을 통해 우호적인 무역 관계를 유지하고 있으며, 특히 나이지리아 측이 이슬라마바드 상공회의소를 방문하여 상공회의소 회장과 회담을 가진 바 있다. 회담에서 양측은 양자 무역 증대 및 섬유, 제약 등 분야에서의 합작 투자 가능성에 대해 논의하며 무역 규모 확대 방안을 모색하였다.
2005년 12월에도 유사한 회담이 개최되었으며, 대표단의 수석은 "양측 무역 규모를 확대하기 위해 적극적인 무역 협력이 필수적이다"라고 강조하였다. 이후 2006년 1월과 2008년 3월에 추가 회담이 진행되었으며, 특히 2008년 회담에서는 외교관들이 양자 무역 증대의 중요성을 강조하였다. 당시 파키스탄의 나이지리아 수출액은 약 2,320만 달러였으며, 같은 기간 나이지리아로부터의 수입액은 약 1,000만 달러에 달했다.
파키스탄은 에너지 부족 문제를 겪고 있으며, 카라치로의 석유 수출 수요가 존재한다. 또한 나이지리아에서는 파키스탄 출신의 화학자 및 에너지 기술 인력에 대한 수요가 있다.